# Батък
Батък е бивше село в Югозападна България, община Сандански, област Благоевград.

## География
Батък се е намирало западно от град Мелник.

## История
В края на XIX век Батък е малък български чифлик в Мелнишка кааза на Османската империя. В „Етнография на вилаетите Адрианопол, Монастир и Салоника“, издадена в Константинопол в 1878 година и отразяваща статистиката на населението от 1873 година, Батък (Batëk) е посочено като село с 13 домакинства и 40 българи.
В 1891 година Георги Стрезов пише за селото:
| „ | Батък, на З от Мелник 1 час. Местоположение неравно; нивя слаби, разпръсанти по бърдата. Главният поминък е лозарство. Лозята от Батък се простират надалеч и се смесват с мелничките. Църква „Св. Илия“, гръцка. 18 къщи българе. | “ |

Към 1900 година според статистиката на Васил Кънчов („Македония. Етнография и статистика“) в селото живеят 50 души, всички българи-християни.
В началото на XX век селото е под върховенството на Българската екзархия. По данни на секретаря на екзархията Димитър Мишев („La Macédoine et sa Population Chrétienne“) през 1905 година в Батък (Batak) има 56 българи екзархисти.